# University of the Philippines Singing Ambassadors
Gli University of the Philippines Singing Ambassadors (UPSA) sono uno dei più importanti gruppi corali attivi nelle Filippine.

## Storia
Fondato all'interno dell'Università delle Filippine nel 1980 da Ed Manguiat, che tuttora ne è direttore, il gruppo corale ha ottenuto prestigiosi riconoscimenti in importanti competizioni corali internazionali.
Gli University of the Philippines Singing Ambassadors sono uno tra i quattro soli gruppi corali delle Filippine ad aver ottenuto la qualificazione al Gran Prix Europeo di Canto Corale, competizione corale a cui partecipano i "vincitori assoluti" di sei concorsi internazionali di canto corale con sede in Europa (nel caso degli UPSA come vincitori del Concorso Polifonico "Guido d'Arezzo").
Nelle Filippine gli UPSA hanno ottenuto il titolo di “Best University Choir” nel 2012 e 2004, in occasione del “Who's Who in the Philippines” Awards. Sono stati premiati quale “Best Choir” nel 2011, 2010 e 2002 dall'ALIW Awards Foundation, fondazione che individua le eccellenze nel campo di svariati settori artistici.
Con un repertorio che spazia dalla polifonia rinascimentale, classica, romantica, fino ad autori contemporanei, gli UPSA contribuiscono alla diffusione della cultura musicale etnica del Nord e Sud delle Filippine, inserendo brani della loro tradizione nei concerti in Europa, Africa, Asia, Stati Uniti.
Gli UPSA hanno tenuto concerti in prestigiose sale da concerto in tutto il mondo, tra cui la "International Convention Center" (PICC) a Manila, il "Teatro Petrarca" di Arezzo, Palazzo Vecchio a Firenze (I), la "Sydney Opera House" in Australia. Tengono inoltre periodicamente concerti di beneficenza per cause sociali.

## Premi e riconoscimenti internazionali
- 2018 - 66º Concorso Polifonico Internazionale "Guido d'Arezzo" (Arezzo): Gran Premio "Città d'Arezzo"
- 2012 - Béla Bartók 25th International Choir Competition (Debrecen): 3º Premio Categoria Cori da Camera e Premio speciale per il miglior direttore
- 2012 - 60º Concorso Polifonico Internazionale "Guido d'Arezzo" (Arezzo): 1º Premio Periodo Romantico, 1º Premio Folklore Music Festival e Premio del pubblico, 2º Premio Categoria Cori Misti

- 2008 - IV Festival Corale Internazionale "Mundus Cantat" (Sopot): GRAND PRIZE, 1º Premio Categoria Musica Sacra, 1º Premio Categoria Folklore, 1º Premio Categoria Pop, Jazz e Spirituals

- 2008 - 37º Florilege Vocal de Tours: 3º Premio Categoria Cori a voci miste, 3º Premio Categoria Programma a libera scelta

- 2008 - Llangollen Int'l. Musical Eisteddfod: 1º Premio Categoria Cori da Camera, 1º Premio Categoria Folklore
- 2008 - Béla Bartók 23rd International Choir Competition (Debrecen): 1º Premio Categoria Cori a voci miste, 3º Premio Chamber Choirs Category
- 2008 - Festival Choral international de Neuchatel: GRAN PREMIO, 1º Premio Categoria Cori a voci miste
- 2005 - 51st Certamen Internacional de Habaneras y Polifonia de Torrevieja: 1º Premio Categoria Polifonia, Migliore Interpretazione di una Habanera, Premio del Pubblico

- 2005 - 3º Concorso Internazionale di Musica Sacra (Praga): GRAND PRIZE, 1º Premio Categoria Cori a voci miste, 1st Prize Categoria Cori da Camera

- 2005 - 44º Concorso Internazionale Corale "C.A. Seghizzi" (Gorizia): Migliore Interpretazione del Pezzo d'obbligo, Premio del Pubblico Categoria Folklore
- 2005 - 28º Concorso Internazionale "Prof. Georgi Dimitrov" (Varna): 4º Premio Categoria Cori da Camera

- 2002 - 17º Festival Internazionale dei Cori Accademici (Pardubice): 1º Premio Concorso "Tributo a T. Morley", 2º Premio Categoria Folklore, 3º Premio Categoria Cori a voci miste
- 2001 - 49º Concorso Polifonico Internazionale "Guido d'Arezzo" (Arezzo): Gran Premio "Città d'Arezzo", 1º Premio Categoria Polifonia, Premio del Pubblico Categoria Folklore

- 2001 - Internationale Koorwedstrijd van Vlaanderen-Maasmechelen: 1º Premio Categoria Cori a voci miste

- 2001 - XIX Festival Internacional de Musica de Cantonigros: 1º Premio Categoria Folklore

- 2001 - Grand Prix Slovakia (Trencianske Teplice): GRAND PRIZE, 1st Prize Categoria Cori a voci miste, 1st Prize Categoria Folklore
- 2001 - 2nd Johannes Brahms International Choir Competition (Wernigerode): 1º Premio Categoria Cori Misti, 1º Premio Categoria Folklore, Diregentenpreis, Migliore Interpretazione di una Composizione Ungherese
- 1995 - Festival Choral International de Neuchatel: 1º Premio Categoria Cori Misti
- 1995 - 24th Florilege Vocal de Tours: 4º Premio
- 1995 - Festival Internacional de Musica de Cantonigros: 3º Premio Categoria Folklore, Premio del Pubblico

- 1995 - Nederlands International Koor Festival (Arnhem): 2º Premio Categoria Cori a voci miste
- 1992 - 40º Concorso Polifonico Internazionale "Guido d'Arezzo" (Arezzo): 1º Premio Categoria Folklore